# Norman Housley
Norman Housley – brytyjski historyk, mediewista specjalizujący się w dziejach wypraw krzyżowych.

## Życiorys
Kształcił się na Uniwersytecie w Cambridge, jego mistrzem był Jonathan Riley-Smith. W latach 1979–1983 pracował w Girton College. Od 1983 jest profesorem Uniwersytetu Leicester. Jest uznanym autorytetem w dziedzinie badań nad krucjatami. 

## Wybrane publikacje
- Fighting for the Cross. Crusading to the Holy Land (Yale University Press, 2008)
- (editor), Knighthoods of Christ:Essays on the History of the Crusades and the Knights Templar, Presented to Malcolm Barber (Ashgate, 2007).
- Contesting the Crusades (Blackwell, 2006).
- (editor), Crusading in the Fifteenth Century: Message and Impact (Palgrave Macmillan, 2004).
- (co-editor with Marcus Bull), The Experience of Crusading, 1, Western Approaches (Cambridge University Press, 2003).
- Religious Warfare in Europe, 1400–1536 (Oxford University Press, 2002).
- Crusading and Warfare in Medieval and Renaissance Europe, Variorum Collected Studies Series (Ashgate Publishing Ltd, 2001).
- (editor and translator), Documents on the Later Crusades, 1274-1580, Documents in History Series (New York: Palgrave Macmillan, 1996).
- The Later Crusades, 1274-1580: From Lyons to Alcazar (Oxford: Oxford University Press, 1992).
- The Italian Crusades: The Papal-Angevin Alliance and the Crusades Against Christian Lay Powers, 1254-1343 (Oxford University Press, 1982).

## Publikacje w języku polskim
- Ruch krucjatowy 1274-1700 [w:] Historia krucjat, red. nauk. Jonathan Riley-Smith, przekł. Katarzyna Pachniak, wstęp i konsult. nauk. wyd. pol. Janusz Danecki, Warszawa: "Vocatio" 2000, s. 276-312 (wyd. 2 -2005).